# 프톨레마이오스 성단
프톨레마이오스 성단(NGC 6475 혹은, M7)은 전갈자리에 있는 산개 성단이다. 1654년이전에 Giovanni Battista Hodierna가 처음 관찰하였으며, 1764년 샤를 메시에가 메시에 천체 목록에 추가하였다. 당시 샤를 메시에는 망원경으로 항성들을 구별해내었다.
프톨레마이오스 성단은 지구에서 약 800~1,000 광년 떨어져 있으며 겉보기 등급은 3.3등급이다. 크기는 약 18~25 광년 정도로, 시직경은 80분이다. 2억 2,000만 년 전에 형성되었으며, 가장 밝은 항성은 +5.6등급이다.

## 같이 보기
- 메시에 천체 목록
- 신판일반목록